# مونزونيت
المونزونيت أو السيانيت المونزوني كما يُعرف سابقاً (بالإنجليزية: Monzonite)‏، وهو صخر ناري جوفي يتكون من معادن متبلورة واضحة للعين المجردة يتكون أساساً من البلاجيوكلاز الصودي، والفلسبار القلوي مع كميات ثانوية من معادن مافية داكنة اللون مثل البيوتيت والأمفيبول أو البيروكسين. سُميت بهذا الاسم نسبة إلى سلسلة مونزوني في ترينتو، إيطاليا. الذي تتواجد فيه كميات كبيرة منه.